# Rik Verbrugghe
Rik Verbrugghe (Tienen, 23 juli 1974) is een Belgisch voormalig wielrenner. Hij was een verdienstelijk tijdrijder en kon ook zijn mannetje staan in heuvels en middengebergte.
In 2009 en 2010 was hij ploegleider bij het Belgische Quick·Step. Vanaf 2011 vervulde hij deze functie bij het BMC Racing Team. In 2014 werd hij sportief manager bij het Zwitserse team IAM Cycling.
In 2018 volgde hij Kevin De Weert op als bondscoach van de KBWB.

## Trivia
In 2001 reed Rik de snelste tijdrit ooit. Hij haspelde de 7,6 kilometer lange proloog van de Giro af met een gemiddelde snelheid van 58,874 km/u.
Hij reed de 3 volgende etappes in het roze.

## Belangrijkste overwinningen
1994
- 7e etappe Ronde van het Waalse Gewest

1997
- 2e etappe deel A Ronde van het Waalse Gewest
- 2e etappe deel B Ronde van het Waalse Gewest

2000
- Belgisch kampioen individuele tijdrit op de weg, Elite

2001
- Eindklassement Internationaal Wegcriterium
- Waalse Pijl
- 1e etappe Internationaal Wegcriterium
- 3e etappe Internationaal Wegcriterium
- Proloog Ronde van Italië
- 15e etappe Ronde van Frankrijk
- Ridderronde Maastricht

2002
- Proloog Ronde van Romandië
- 7e etappe Ronde van Italië

2005
- GP Lugano
- Proloog ENECO Tour

2006
- 7e etappe Ronde van Italië

## Resultaten in voornaamste wedstrijden
| Jaar | Ronde van Italië | Ronde van Frankrijk | Ronde van Spanje |
| ---- | ---------------- | ------------------- | ---------------- |
| 1997 |                  |                     |                  |
| 1998 |                  | 69e                 |                  |
| 1999 |                  | 71e                 | opgave           |
| 2000 |                  | opgave              |                  |
| 2001 | opgave (1)       | 112e (1)            |                  |
| 2002 | 9e (1)           | opgave              |                  |
| 2003 | opgave           | opgave              |                  |
| 2004 |                  | 43e                 |                  |
| 2005 |                  |                     | 80e              |
| 2006 | opgave (1)       | opgave              |                  |
| 2007 |                  | opgave              |                  |
| 2008 | opgave           |                     |                  |

| Jaar | Milaan-San Remo | Ronde van Vlaanderen | Amstel Gold Race | Luik-Bast.‑Luik | Waalse Pijl | Clásica San Sebastián |  | WK op de weg |  | Wereldranglijsten |
| ---- | --------------- | -------------------- | ---------------- | --------------- | ----------- | --------------------- |  | ------------ |  | ----------------- |
| 1997 |                 |                      |                  | 36e             | 33e         |                       |  |              |  |                   |
| 1998 |                 |                      |                  | 60e             | 13e         | 102e                  |  |              |  |                   |
| 1999 |                 |                      |                  | 32e             | 21e         | ↑                     |  |              |  |                   |
| 2000 | 53e             |                      | 26e              | 28e             | ↑           | 157e                  |  | 99e          |  |                   |
| 2001 |                 |                      |                  | 33e             | ↑           | 31e                   |  |              |  |                   |
| 2002 |                 |                      |                  | 25e             | 66e         |                       |  |              |  |                   |
| 2003 | 112e            |                      | 79e              | 78e             |             | 24e                   |  |              |  |                   |
| 2004 |                 |                      |                  | 86e             | 18e         | 8e                    |  |              |  |                   |
| 2005 |                 |                      | 36e              |                 | 84e         |                       |  |              |  | 91e (UPT)         |
| 2006 |                 | 26e                  |                  | 69e             | 50e         |                       |  |              |  | 131e (UPT)        |
| 2007 |                 |                      |                  | 80e             |             |                       |  |              |  |                   |
| 2008 |                 | 31e                  |                  |                 |             |                       |  |              |  |                   |